# Mahathala ameria
Mahathala ameria är en fjärilsart som beskrevs av William Chapman Hewitson 1862. Mahathala ameria ingår i släktet Mahathala och familjen juvelvingar. Inga underarter finns listade i Catalogue of Life.

## Bildgalleri

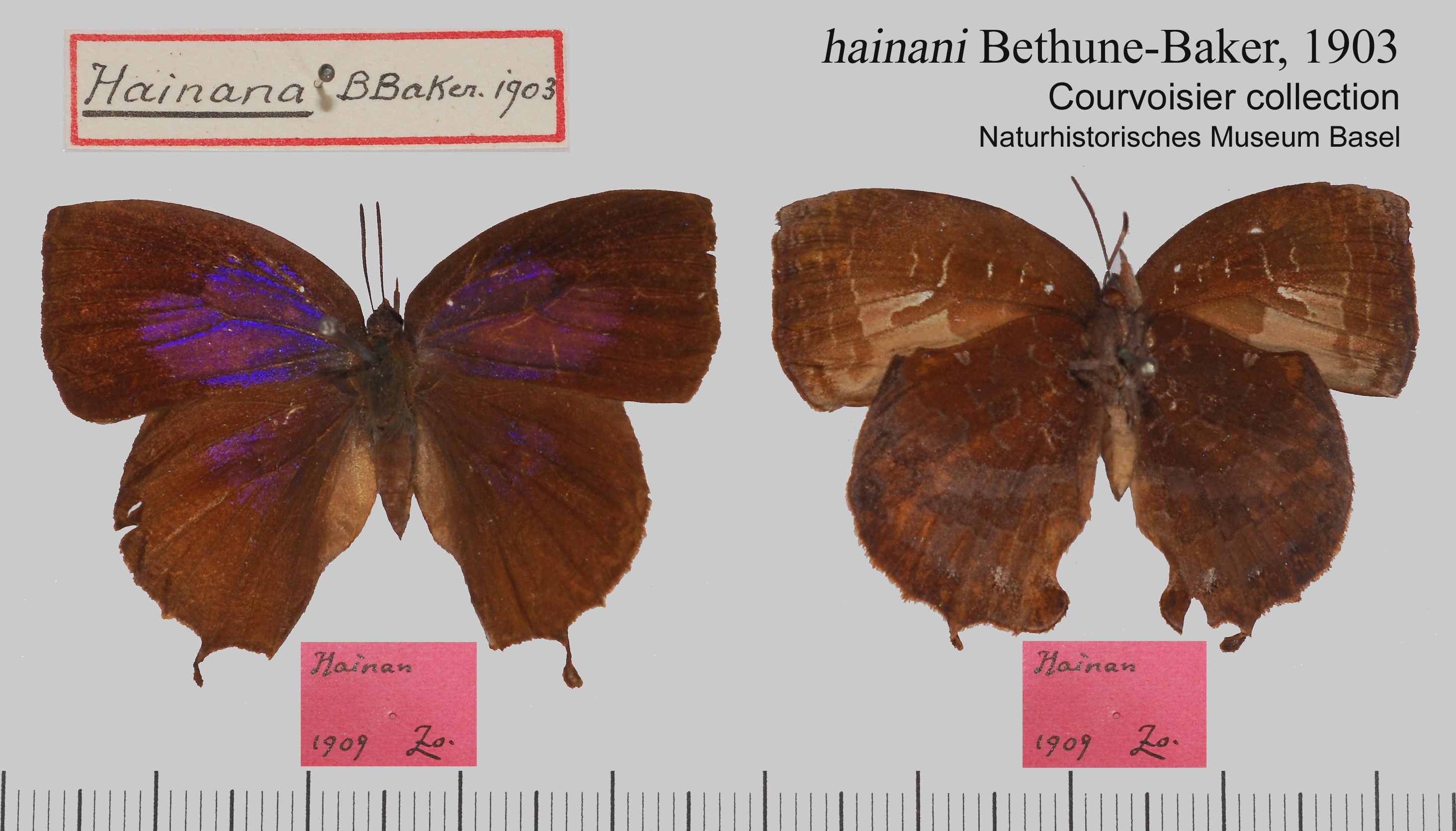